# Тельмесцы
«Тельмесцы» — комедия древнегреческого драматурга Аристофана (V—IV века до н. э.). Дата постановки неизвестна, текст пьесы практически полностью утрачен. Сохранился только ряд коротких фрагментов, процитированных более поздними античными и средневековыми авторами (фрг. 331—336).
В названии имеются в виду жители города Тельмес в малоазийской Ликии. Судя по сохранившимся фрагментам, важную роль в действии играло какое-то необычное состязание, суть которого и состав участников остаются неясными.